# 김기문
김기문(1954년~ )은 초분자화학의 세계적 권위자로, 원하는 구조, 성질 및 기능을 갖는 다양한 초분자 구조체를 합성하였을 뿐 아니라, 이를 이용하여 나노 기술에 응용될 수 있는 새로운 개념의 재료들을 독창적으로 개발하여 세계적으로 주목을 받아왔다. 특히 초분자화학을 바탕으로 분자스위치, 분자기계를 고안, 합성하여 나노기초 기술을 개발하였고, 새로운 인공수용체인 쿠커비투릴 동족체와 유도체를 합성하고 이를 이용하여, 센서, 약물전달, 물질분리 등에 응용될 수 있는 다양한 초분자 재료 물질을 합성하였다.
김기문 교수는 1997년 창의적연구진흥사업단에 선정되어 지능초분자 연구단장을 역임하였으며, 2009년 세계수준의 연구중심대학 육성(WCU) 사업의 지원을 받아 설립된 첨단재료과학부의 연구책임자(주임교수)로 최근까지 재직하였다. 2012년 8월에는 기초과학연구원 복잡계 자기조립 연구단 단장으로 선정되었다.
최근 10년간 Solvay Conference, ISMSC, Gordon Research Conference 등 저명한 국제학술회의에서 초청 및 기조강연을 하였으며, 현재 Angewandte Chemie, Chemical Communications등 국제 학술지의 편집고문으로 활동하고 있다.
2006년에는 호암상 과학상을 수상하였으며, 2007년에는 포항공대 홍덕석좌 교수로 선정되었다. 한국인 최초로 제 3세계 과학아카데미상 수상하였고, 최근에는 러시아 과학아카데미에서 명예교수로 선정된 바 있다.

## 경력
- 1986 ~ 1988: 미국 노스웨스턴대학교 연구원
- 1988 ~ 1992: 포항공과대학교 화학과 조교수
- 1992 ~ 1997: 포항공과대학교 화학과 부교수
- 1995 ~ 1995: 미국 매사추세츠공과대학교 객원 연구원
- 1997 ~ 현재: 포항공과대학교 화학과 교수
- 1997 ~ 현재: 포항공과대학교 지능초분자연구단(창의적연구진흥사업) 단장
- 2004 ~ 2005: 미국 하버드대학교 객원 연구원
- 2007 ~ 2009: 홍덕석좌교수
- 2009 ~ 현재: 포항공과대학교 WCU 첨단재료과학부 주임교수
- 2012.08 ~ 현재: 기초과학연구원 복잡계자기조립연구단 단장
- 2012.12: 러시아 과학 아카데미 명예교수

## 수상
- 2001 한국과학상
- 2006 호암 과학상

## 같이 보기
- 장영태